# جورج ديكو
جورج ديكو (بالفرنسية: Georges Decaux)‏ ولد بتاريخ 14 أبريل 1930 في فرنسا، هو دراج فرنسي في صنف سباق الدراجات على الطريق.

## سجل النتائج

### سباقات أو مراحل فاز بها
- طواف فرنسا

## وصلات خارجية
- الموقع الرسمي

## روابط خارجية
- جورج ديكو على موقع أرشيف الدراجات (الإنجليزية)
- جورج ديكو على موقع إحصائيات الدراجات الإحترافية (الإنجليزية)